# Personer i Sverige födda i Israel
Till personer i Sverige födda i Israel räknas personer som är folkbokförda i Sverige och som har sitt ursprung i Israel. Enligt Statistiska centralbyrån fanns det 2017 i Sverige sammanlagt cirka 2 700 personer födda i Israel.

## Historisk utveckling

### Födda i Israel
| Personer i Sverige födda i Israel 1950–2024 | Personer i Sverige födda i Israel 1950–2024 | Personer i Sverige födda i Israel 1950–2024 | Personer i Sverige födda i Israel 1950–2024 | Personer i Sverige födda i Israel 1950–2024 |
| --- | ------------------------------------------- | ------------------------------------------- | ------------------------------------------- | ------------------------------------------- |
| |                                             |                                             |                                             |                                             |
| År |                                             |                                             | Folkmängd                                   |                                             |
| 1950 | 1950                                        |                                             | 10                                          |                                             |
| 1960 | 1960                                        |                                             | 54                                          |                                             |
| 1970 | 1970                                        |                                             | 221                                         |                                             |
| 1980 | 1980                                        |                                             | 706                                         |                                             |
| 1990 | 1990                                        |                                             | 1 304                                       |                                             |
| 2000 | 2000                                        |                                             | 1 517                                       |                                             |
| 2001 | 2001                                        |                                             | 1 577                                       |                                             |
| 2002 | 2002                                        |                                             | 1 647                                       |                                             |
| 2003 | 2003                                        |                                             | 1 803                                       |                                             |
| 2004 | 2004                                        |                                             | 1 945                                       |                                             |
| 2005 | 2005                                        |                                             | 2 002                                       |                                             |
| 2006 | 2006                                        |                                             | 2 065                                       |                                             |
| 2007 | 2007                                        |                                             | 2 124                                       |                                             |
| 2008 | 2008                                        |                                             | 2 235                                       |                                             |
| 2009 | 2009                                        |                                             | 2 359                                       |                                             |
| 2010 | 2010                                        |                                             | 2 339                                       |                                             |
| 2011 | 2011                                        |                                             | 2 389                                       |                                             |
| 2012 | 2012                                        |                                             | 2 433                                       |                                             |
| 2013 | 2013                                        |                                             | 2 491                                       |                                             |
| 2014 | 2014                                        |                                             | 2 573                                       |                                             |
| 2015 | 2015                                        |                                             | 2 611                                       |                                             |
| 2016 | 2016                                        |                                             | 2 632                                       |                                             |
| 2017 | 2017                                        |                                             | 2 680                                       |                                             |
| 2018 | 2018                                        |                                             | 2 734                                       |                                             |
| 2019 | 2019                                        |                                             | 2 790                                       |                                             |
| 2020 | 2020                                        |                                             | 2 785                                       |                                             |
| 2021 | 2021                                        |                                             | 2 820                                       |                                             |
| 2022 | 2022                                        |                                             | 2 847                                       |                                             |
| 2023 | 2023                                        |                                             | 2 915                                       |                                             |
| 2024 | 2024                                        |                                             | 2 942                                       |                                             |
| Anm.: Befolkning den 31 december respektive år förutom åren 1960 och 1970 som avser förhållandet den 1 november och år 1980 som avser förhållandet den 15 september. |                                             |                                             |                                             |                                             |